# أسترو تيلر
أسترو تيلر (بالإنجليزية: Astro Teller)‏ (و. 1970 – م) هو عالم، وروائي، ولد في كامبريدج.

## التعليم
تعلم في جامعة ستانفورد، وجامعة كارنيغي ميلون.